# Saracinesco
Saracinesco est une commune italienne de la ville métropolitaine de Rome Capitale, dans la région Latium. C'est la plus petite ville de la province de Rome.

## Géographie
Saracinesco est située à la pointe nord des monts Ruffiens. La commune est séparée de Vicovaro par la rivière Aniene.

## Histoire
La ville aurait été fondée par les Sarrasins survivants des batailles de 915 et 916 perdues contre la ligue italienne organisée par le pape Jean X.

## Administration
| Période                                  | Période | Identité | Étiquette | Qualité |
| ---------------------------------------- | ------- | -------- | --------- | ------- |
|                                          |         |          |           |         |
| Les données manquantes sont à compléter. |         |          |           |         |

### Démographie
Habitants recensés

### Communes limitrophes
Anticoli Corrado, Cerreto Laziale, Mandela, Rocca Canterano, Sambuci, Vicovaro.

## Culture
- La Rocca benedetta datant du XIe siècle.
- L'église San Michele Arcangelo datant du XIIIe siècle.
- En 1960, certaines scènes du film La ciociara, de Vittorio De Sica, ont été tournées à Saracinesco[réf. nécessaire].

## Personnalités liées à la commune
- Vittoria Lepanto (1885-1965), une actrice de cinéma muet née à Saracinesco.
- Alfredo Varelli (1914-1996), un acteur italien née à Saracinesco.